# Nephotettix nigropictus
Nephotettix nigropictus är en insektsart. Nephotettix nigropictus ingår i släktet Nephotettix och familjen dvärgstritar. Utöver nominatformen finns också underarten N. n. yapicola.